# Willingen (Upland)
Pour l’article homonyme, voir Willingen (Rhénanie-Palatinat).
Willingen est une commune allemande, située dans l'arrondissement de Waldeck-Frankenberg, dans le Nord du Land de la Hesse, à environ 80 km de Cassel (Kassel en allemand). La ville compte 6 614 habitants pour une densité de 82 habitants au kilomètre carré. Il se tient à Willingen une épreuve de saut à ski comptant pour la coupe du monde, sur le tremplin Mühlenkopfschanze.
La ville se présente en général en tant que Willingen im Hochsauerland, du nom de la région montagneuse environnante. La ville est associée à son viaduc qui fut construit pendant la Première Guerre mondiale et qui sert de nos jours encore pour le transport ferroviaire.

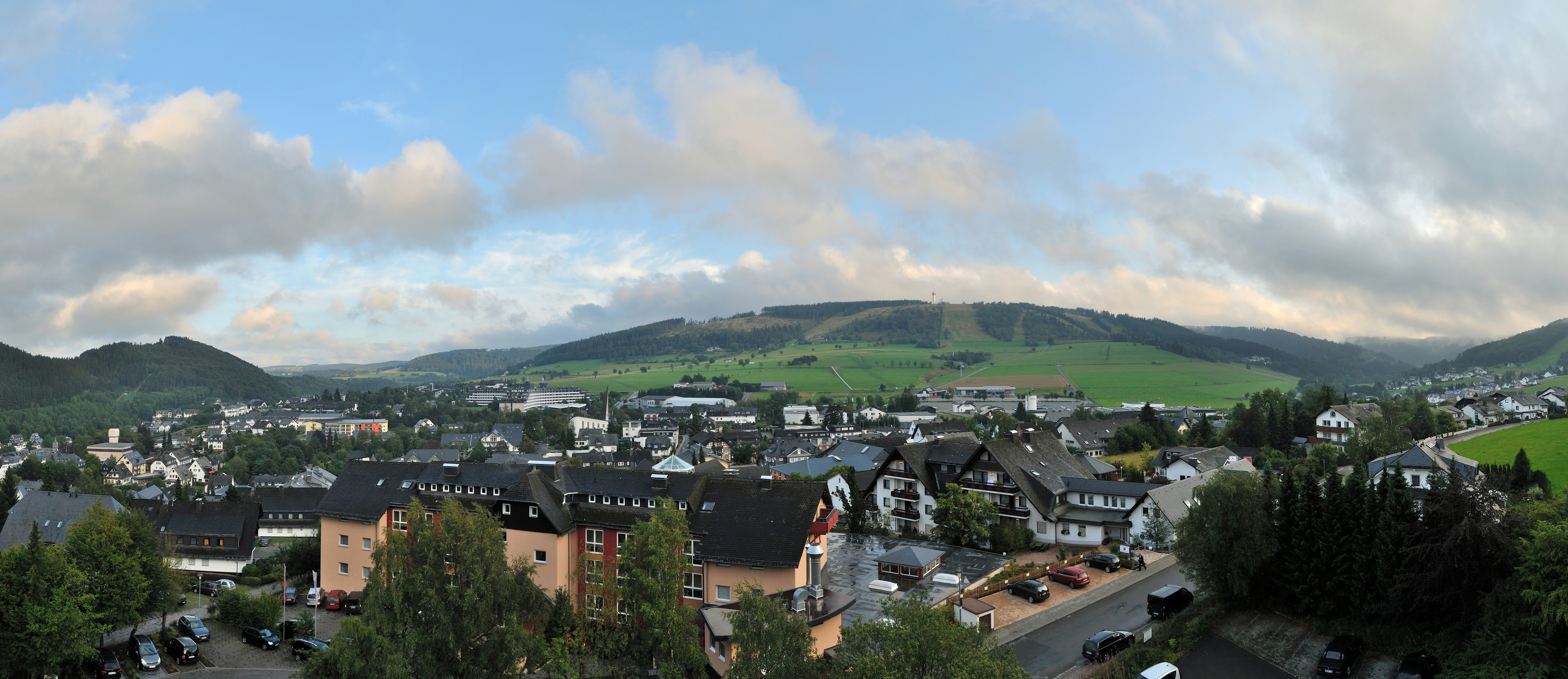
Vue de Willingen.

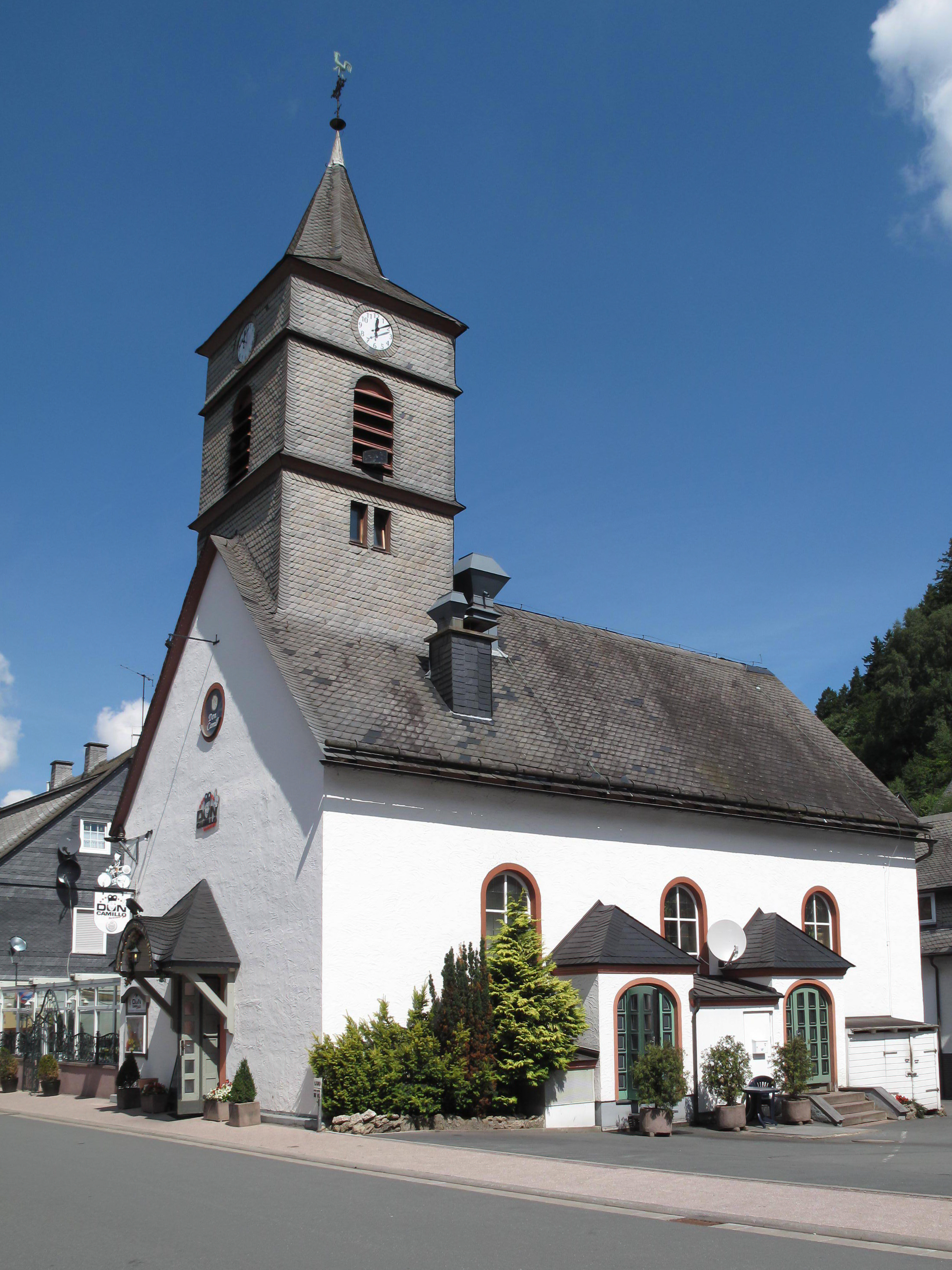
Église de Willingen.

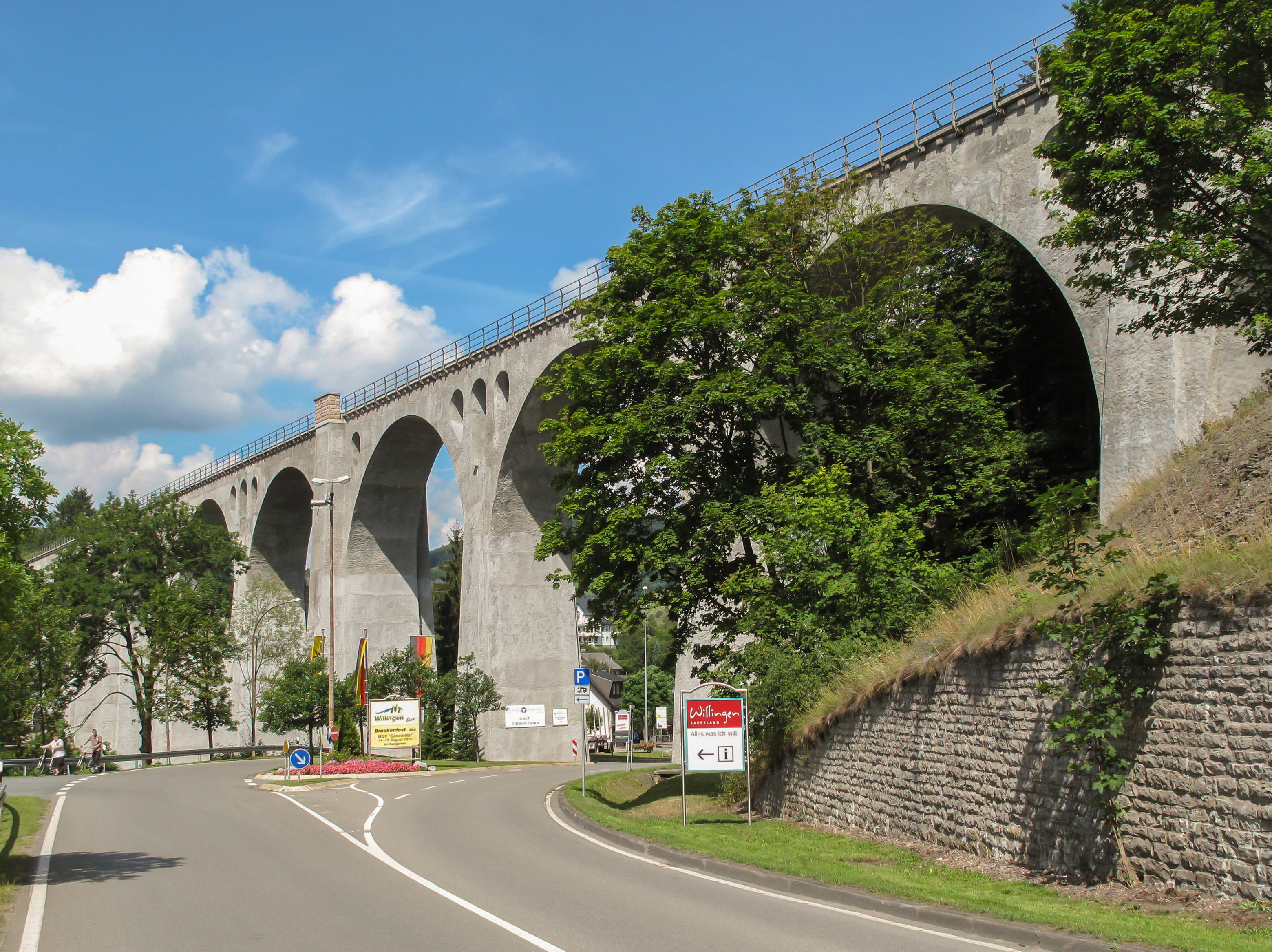
Viaduc près de Willingen.

## Géographie

### Situation géographique
La commune de Willingen est située dans le nord-ouest de la Hesse et dans le nord-est du Rothaargebirge. Elle constitue également la frontière sud-ouest avec la région de l' Upland. Elle est située à environ 60 km à l'ouest de Cassel.
Les rivières Hoppecke et Itter prennent leur source à l'ouest de la commune. Les sources sont situées à environ 400 m d'altitude et entourées du mont Langenberg (843,1 m) à la frontière avec la Rhénanie du Nord Westphalie, du Mittelsberg (801,0 m), du Hegekopf (842,9 m), du Mühlenkopf (825 m) et du Ettelsberg (837,7). Le point culminant de la commune (843,0 m) jouxte à dix mètres près le sommet du Langenberg situé déjà dans le Land voisin de la Rhénanie du Nord Westphalie. Ce sommet est par ailleurs le sommet du massif du Rothhargebirge.
La Hoppecke coule en direction du nord et de Brilon. L'Itter prend sa source un peu plus au sud, coule d'abord en direction de l'est puis rapidement en direction du nord, pour traverser Willingen à son extrémité est.
Le point le plus bas de la commune est situé au sud-est (401 m), dans la vallée de la Neerdar.

### Utilisation du territoire
La commune s'étire sur 15,8 km de Langenberg à l'ouest à la vallée Rhenatal à l'est, et sur environ 11 km entre Twerenberg au nord et Hopperkopf au sud.
La commune compte 80,19 km2 de superficie, dont 297 hectares de surfaces bâties d'immeubles et de maisons, 8 hectares de bâtiments industriels, 34 hectares pour les loisirs, 438 hectares pour les transports, 2 990 hectares pour l'agriculture, 4 154 hectares de forêt, 54 hectares d'eau et 44 hectares pour d'autres utilisations.

### Communes voisines
Willingen est voisine des communes de Diemelsee au nord, Korbach à l'est (toutes deux situées en Hesse du Nord), à Medebach au sud, à Winterberg au sud-ouest, à Olsberg à l'ouest, et à Brilon au nord-ouest (toutes quatre situées dans l'arrondissement du Haut-Sauerland en Rhénanie-du-Nord-Westphalie).

### Structure de la ville
La réforme de 1974 a abouti à faire fusionner d'anciennes communes avoisinantes à Willingen. La commune compte les quartiers de Bömighausen (276 habitants), Eimelrod (463 habitants), Hemmighausen (99 habitants), Neerdar (112 habitants), Rattlar (329 habitants), Schwalefeld (600 habitants), Usseln (1 723 habitants), Welleringhausen (87 habitants), Willingen (2 462 habitants), Hoppern et Stryck.

### Climat
Willingen connaît le climat typique d'une région de moyenne montagne, caractérisé par une zone tampon entre les climats subatlantiques et subcontinentaux. Les étés y sont humides et frais, les hivers doux. La température annuelle moyenne atteint 6,4 °C, les précipitations moyennes sont de 1 225,7 mm, et la durée d'ensoleillement atteint 3,7 heures par jour.

## Histoire
La première mention de Willingen remonte à 1380, toutefois les origines des villages autour de Willingen remontent sans doute aux années proches de l'an 1000. La première église fut notamment construite à Usseln vers l'an 870. Comme pour beaucoup de communes de l'Upland, il n'existait aux débuts que quelques fermes, et le peuplement fut long du fait du climat difficile.
Les ressources abondantes en bois incitèrent les barons Waldeck à y installer des forges. Dès 1530, un martinet y fut construit. Il y eut trois à quatre forges ainsi que huit à dix entreprises, qui produisaient de petites pièces en métal telles que clous et sabres, qui étaient ensuite exportées jusqu'en Hollande, Autriche et Pologne.
La guerre de Trente Ans aboutit à l'anéantissement de la localité. La guerre et les épidémies de peste causèrent la perte des deux tiers de la population. La guerre de Sept Ans (de 1756 à 1763) empêcha toute volonté de reconstruction.
En 1847, un incendie détruit 47 maisons. Au XIXe siècle, du fait de l'absence de possibilités d'emploi local, la main-d’œuvre masculine était amenée à aller se faire employer dans le Sud et dans le Nord de l'Allemagne, et à ne revenir à Willingen que pour l'hiver.
La première liaison téléphonique avec Usseln est réalisée en 1898. Au printemps 1913 commence la construction de la ligne ferroviaire reliant Brilon Wald et Korbach, laquelle sera ouverte un an plus tard.
Willingen cesse d'appartenir à la république de Waldeck en 1929, et appartient désormais à l'État libre de Prusse.
En 1932, la ville est reconnue officiellement comme station climatique.

### Évolution de la population
En 1867, Willingen comptait 654 habitants. En 1925, il s'agissait de 1 028 habitants, puis 1 142 en 1939. Depuis 1990, la population se réduit légèrement, plus rapidement que l'évolution démographique moyenne du Land, ce qui aboutit à un vieillissement de la population. En 2020, un habitant sur quatre aura plus de 65 ans - contre un sur cinq en Hesse.

## Culture et attractions

### Musées
Le musée de la mine "Schiefergrube Christine" a été aménagé dans une ancienne mine fermée en 1971. Une visite d'une partie des galeries y est rendue possible.
Le musée du lait "Upländer Milchmuhseum" traite depuis 2002 le sujet de l'histoire et de l'utilisation actuelle du lait. Il se situe dans une ancienne laiterie dans le quartier d'Usseln.
Le "Curioseum" expose des tracteurs, voitures et avions historiques, mais aussi des poupées, des luges en bois et autres modèles réduits de bateaux.
Le musée "Heimatstube Usseln" expose des objets anciens liés aux précédentes conditions de vie dans la région. Il traite également des sports d'hiver et de la faune et la flore de la région.
Une brasserie et une verrerie montrent pendant leur heures de fonctionnement la production et l'histoire des produits.

### Édifices
Le tremplin Mühlenkopfschanze est le plus grand tremplin de saut à ski au monde - en dehors des quelques tremplins de vol à ski. Il fut construit en 1951, transformé en 2000 et complètement rénové en 2006. Le point K est situé à 130 m, et le HS à 145 m. Jusque 38 000 spectateurs peuvent y être accueillis. Une remontée mécanique permet de monter au sommet de la tour. Le tremplin accueille une fois par an une étape du circuit de la coupe du monde.
Le viaduc de 294 m de long, réalisé entre 1914 et 1917, est de nos jours encore utilisé pour la circulation des trains allant entre Wabern et Brilon. Il s'agit d'un pont en arc, qui culmine à 31 m au-dessus de la vallée. Il a été rénové et rouvert à la circulation en 2004, après cinq ans de fermeture pour travaux.
La tour Hochheideturm, située au sommet du Ettelsberg, permet depuis 2002 une vue sur le massif du Rothaargebirge. La plateforme d'observation culmine à 875 m. Le plus grand mur artificiel d'escalade d'Europe a été installé sur l'un de ses flancs. La tour peut être atteinte directement par la télécabine de l'Ettelsberg.
Le château de Schwalenburg, situé sur le Hegeberg au nord du quartier de Schwalefeld, a été construit entre les VIIIe et Xe siècles. La construction couvre 6 hectares, avec un diamètre de 300 mètres. Des ruines sont encore visibles de nos jours.

### Parcs
Le parc Willinger Kurpark est situé au centre de Willingen. Il est doté d'un étang. La Kurgartenhalle en son centre est utilisée pour divers événements.

### Nature
Le territoire de la commune est situé au sud-ouest du parc naturel du Diemelsee.
La lande pousse sur les hauteurs de Willingen, là où la forêt n'est pas présente. Une partie de ce territoire est protégée.

### Spécialités culinaires
Les spécialités de Willingen sont notamment le "Habermegger", une saucisse locale, le "Skispringer-Salami" (en allemand: salami du sauteur à ski) et le "Christinen-Stollen" de Willingen. Les bières Willinger Landbier, Willinger Pilsener et Willinger Hefeweizen y sont brassées.

### Sport
En dehors des sports d'hiver, le football est aussi pratiqué à Willingen.
Plusieurs tournois internationaux de billard ont été organisés à Willingen, notamment en 2002 et 2010 les championnats du monde de billard russe, ou encore en 2012 les championnats du monde junior en 9-Ball.

### Domaine skiable
Une petite station de sports d'hiver a été aménagée sur le territoire de la commune. Après Winterberg, elle possède le deuxième plus vaste domaine skiable du Rothaargebirge. Le domaine et les installations appartiennent à plusieurs exploitants, qui se sont associés pour proposer un forfait commun. Il est réparti sur les pentes de trois montagnes.
- Ettelsberg (838 m) est le domaine principal. Il est desservi principalement par la "Ettelsberg-Seilbahn", une télécabine 8-places construite en 2007 pour remplacer un télésiège 2-places. Son point de départ est situé à 596 m d'altitude et son sommet à 831 m, avec une longueur de 1 350 m et un dénivelé maximal de 235 m - le plus élevé dénivelé de tout le massif. Il s'agit de l'unique télécabine du massif du Rothaargebirge. Les pistes sont tracées dans la forêt, à l'exception du sommet du domaine. Sur les hauteurs et les parties basses du domaine, les pistes sont particulièrement planes, ce qui peut imposer de pousser sur les bâtons.
- Hoppernkopf (800 m) est le deuxième sous-domaine. Il est difficilement relié avec le domaine de l'Ettelsberg, imposant de marcher pendant une dizaine de minutes pour rejoindre un tapis roulant de jonction. Le téléski Sonnenlift dessert le sous-domaine et la large piste unique, pour un dénivelé total maximal de 150 mètres. Une route forestière damée permet de rejoindre le troisième sous-domaine.
- Ritzhagen (710 m) est le dernier sous-domaine, aux pentes particulièrement adaptées pour les skieurs de niveau débutant. Le téléski principal dessert quelques pistes bleues, et offre une centaine de mètres de dénivelé.
- Depuis la saison 2008/2009, la tour d'observation Hochheideturm est incluse dans le forfait.
- Un teleski et trois tapis roulants, également aménagés à Willingen, ne font pas partie de ce domaine relié et à forfait unique.

Depuis la saison 2008/2009, sept km de pistes sont enneigeables artificiellement. En 2007, deux hectares de forêt ont été défrichés sur l'Ettelsberg afin d'y construire une retenue collinaire de 52 000 m3 et une station de pompage permettant d'alimenter un réseau de huit km de canalisations et 50 enneigeurs. La saison se termine généralement à la mi-mars, mais peut être prolongée si les conditions d'enneigement le permettent.
Une piste située sous la télécabine atteint 2 000 m, soit la plus longue piste du Sauerland.
Il est possible d'y pratiquer le ski nocturne tous les mercredis, vendredis et samedis, cinq remontées mécaniques étant alors ouvertes sur les sous-domaines d'Ettelsberg et Hoppernkopf. Un parc de dix ratracs permet la préparation des pistes du domaine. Des parkings, d'une capacité totale de 1 400 places, sont situés aux abords des remontées mécaniques.
La station est membre du regroupement de stations Wintersport-Arena Sauerland. Avec un forfait régional à partir de trois jours, il est possible de skier sur les domaines voisins, notamment de Winterberg, Altastenberg et Neuastenberg, mais aussi du Sahnehang (Kahler Asten), de Bödefeld et de Züschen - soit un total de 65 remontées mécaniques.
Plusieurs pistes de ski de fond sont tracées, entre 618 et 838 m d'altitude.
Un stade de biathlon est aménagé, de même qu'une patinoire couverte et ouverte tant en hiver qu'en été.

### Événements réguliers
La coupe du monde de saut à ski est chaque année l'événement le plus important à Willingen. Il attire jusqu'à 100 000 spectateurs, répartis sur trois jours.
La manifestation cycliste de VTT Bike-Festival Willingen, organisée sur les pentes de l'Ettelsberg, a attiré en 2005 près de 35 000 spectateurs. Les pistes du Bike Arena Sauerland sont situées à proximité.

## Économie et infrastructure

### Tourisme
La commune vit principalement du tourisme. Les premiers touristes, en quête de fraicheur, y sont venus dès 1895. Les premiers hôtels virent le jour entre 1900 et 1910. Les premiers skieurs y sont présents dès 1906. Un office du tourisme est créé en 1924, sept ans après la connexion de la commune au réseau ferroviaire. En 1934, la commune est reconnue comme station climatique, puis des subventions sont organisées afin d'aider à la construction de lits pour accueillir les touristes. Pendant la Deuxième Guerre mondiale, ces lits seront détournés de leur fonction d'origine, et utilisés comme maternité et comme abri pour les évacués des villes. Depuis 1948, le tourisme et l'infrastructure publique comme privée ne cessent de se développer. Dans les années 1950, la commune comptait douze hôtels avec 1 500 lits, et 127 pensions. 365 000 nuitées y sont effectuées.
En 2006, les chiffres sont de 400 établissements d'hébergement et de 10 000 lits. 1,2 million de nuitées sont effectuées. Seule la station thermale voisine de Bad Wildungen a hébergé plus de touristes dans la Hesse du Nord. Willingen est l'une des cinq stations climatiques les plus fréquentées d'Allemagne. De fait, 76,14 % des employés travaillent dans le secteur des services.

### Transports
Willingen est située le long de la ligne ferroviaire Uplandbahn, qui relie Korbach à Brilon, mais aussi de la Bundesstraße B 251 qui relie Cassel à Brilon. La piste cyclable Hessischer Radfernweg R5 y passe également.

### Formation
Une école primaire Grundschule est ouverte dans le quartier d'Usseln. Le centre-ville possède l'école Uplandschule qui réunit Grundschule, Hauptschule, Realschule et lycée sous un même toit. L'école est également un centre sportif spécialisé dans le ski nordique.
Une bibliothèque est aménagée dans le quartier de Schwalefeld.

## Personnalités liées à la ville
- Inga Schneider (1968-), ancienne biathlète né à Willingen
- Stephan Leyhe (1992-), sauteur à ski né à Schwalefeld
- Jochen Behle (1960-), ancien skieur de fond et entraîneur de l'équipe d'Allemagne
- Petra Behle (1969-), ancienne biathlète